# Plouégat-Guérand
Plouégat-Guérand (bretonisch Plegad-Gwerann) ist eine französische Gemeinde im Norden der Bretagne im Département Finistère mit 1058 Einwohnern (Stand 1. Januar 2022).

## Geographie
Der Ort befindet sich im Norden der Bretagne nahe der Atlantikküste am Ärmelkanal. Morlaix liegt 12 Kilometer südwestlich, Brest 65 Kilometer südwestlich und Paris etwa 450 Kilometer östlich. 
An der südwestlichen Gemeindegrenze verläuft der Fluss Dourduff, im Osten der Douron, beides Küstenflüsse, die dem Ärmelkanal zustreben.

## Verkehr
Bei Morlaix befindet sich die nächste Abfahrt an der Schnellstraße E 50 (Brest-Rennes) und ein Regionalbahnhof an der überwiegend parallel verlaufenden Bahnlinie. 
Bei Brest und Rennes befinden sich Regionalflughäfen.

## Bevölkerungsentwicklung
| Jahr                       | 1962 | 1968 | 1975 | 1982 | 1990 | 1999 | 2006 | 2017 |
| Einwohner                  | 872  | 815  | 730  | 784  | 925  | 936  | 1012 | 1067 |
| Quellen: Cassini und INSEE |      |      |      |      |      |      |      |      |

## Sehenswürdigkeiten
- Kirche Saint-Agapit

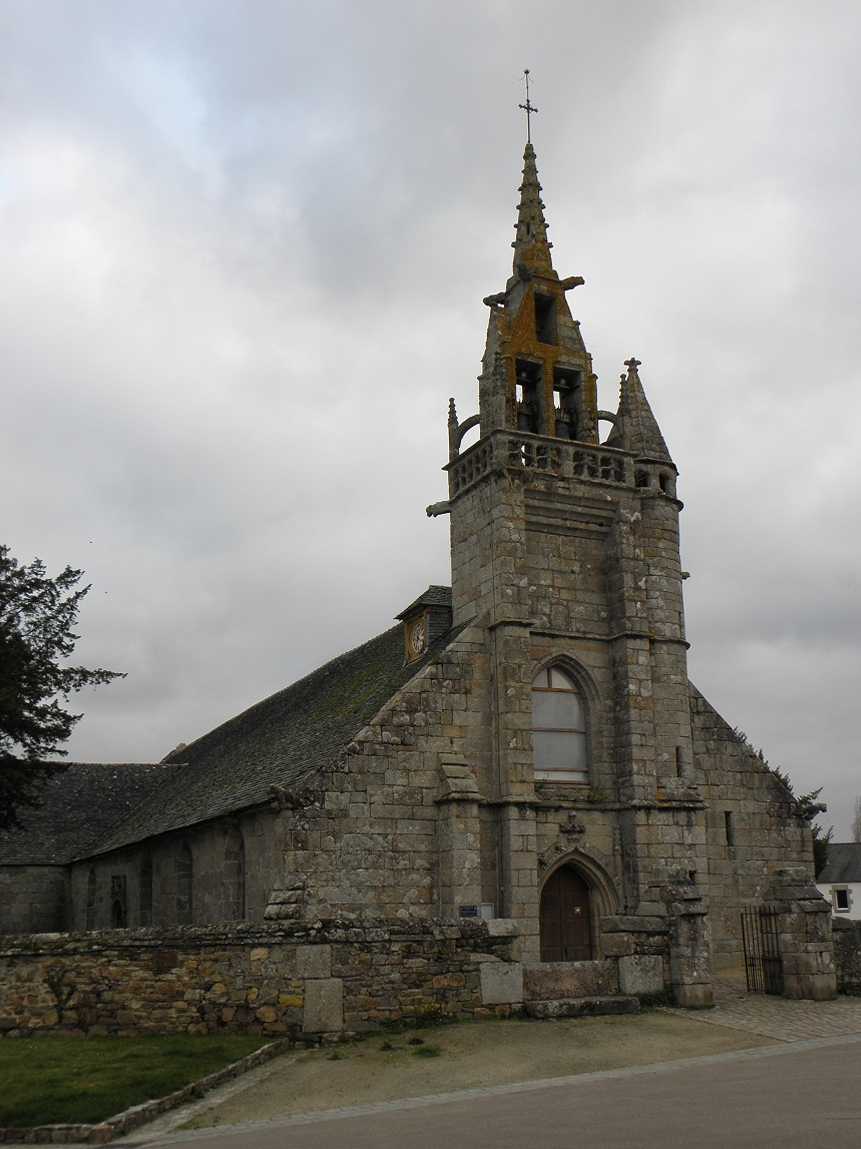
Kirche Saint-Agapit

Siehe auch: Liste der Monuments historiques in Plouégat-Guérand